# 第12次西成暴動
第12次西成暴動（だい12じにしなりぼうどう）とは、1971年（昭和46年）9月に大阪府大阪市西成区のあいりん地区（通称釜ヶ崎）で発生した日雇い労働者による暴動事件。「第12次釜ヶ崎暴動」ともいう。

## 事件の発端
1971年9月11日午後8時40分頃、あいりん地区内の果物店でアルバイト店員と日雇い労働者との間でトラブルが発生し、店員が日雇い労働者を殴って頭蓋骨骨折の重傷を負わせる事件が発生した。西成警察署はその店員を傷害で逮捕したが、他の日雇い労働者が「店員が暴力を振るった」と店を取り囲み騒ぎ出した。

## 事件の概要
店員は逮捕されたが、日雇い労働者の怒りが収まらず、午後9時30分頃になると、店に火が付けられた。消防車が駆け付けようとしたが、日雇い労働者の妨害に遭い、結局全焼の憂き目にあった。
その後も暴動は続いたが、9月13日を最後に暴動は沈静化することになった。